# Майський (Прокоп'євський округ)
Ма́йський (рос. Майский) — селище у складі Прокоп'євського округу Кемеровської області, Росія.

## Населення
Населення — 213 осіб (2010; 226 у 2002).
Національний склад (станом на 2002 рік):
- росіяни — 86 %